# Davida Williams
Davida Brittany Williams (nacida el 5 de septiembre de 1986) es una actriz y productora estadounidense de ascendencia afroamericana e italiana. Su padre, David Williams, fue guitarrista de ritmo de Michael Jackson durante más de 30 años. Es más sconocida por su papel de Claire Molinero en "Lizzie McGuire".

## Primeros años
Williams se crio en Los Ángeles, mayoritariamente en el Valle de San Fernando. Empezó a hacer audiciones a los 8 años de edad y atendió al Louisville High School, un instituto católico femenino en Woodland Hills.
Williams asistió brevemente al Mount St. Mary's pero lo dejó para mudarse a Nueva York donde trabajó como agente junior en una agencia de modelos. Fue durante este tiempo que ella quiso tomarse un descanso de la actuación.

## Carrera
Williams ha aparecido en una gran variedad de la serie de televisión, incluyendo The Fresh Prince of Bel-Air, "Hangin' With Mr.Cooper" y Quintuplets. En 2004,  interpretó a Lauren en la película Raise Your Voice, la que le reunió con su antigua coestrella Hilary Duff. También fue la persona más joven en aparecer en el libro de maquillaje de Kevin Aucoin "Face Forward" junto a Sharon Stone y Christy Turlington. En 2004,  protagonizó un piloto para Disney Channel titulado "Triple Play" protagonizado por Zac Efron, y luego coprotagonizó el piloto de la serie de Disney Channel Jonas L.A.
Se anunció en 2008 que Williams se uniría al reparto  de As the World Turns como Jade Taylor. Williams hizo su debut en ATWT el 12 de diciembre de 2008 y continuó durante un año después de eso. Luego fue la estrella invitada en Revenga, de ABC, y 90210, y protagonizó la película "Teenage Bank Heist" para Lifetime.
Más recientemente,  apareció en la película Dream Girl, protagonizada por Margaret Qualley y Meredith Hagner. Es también recurrente en la serie Foursome protagonizada por el influencer Logan Paul para Awesomeness TV y Youtube Red. En 2017, también pudo ser vista como estrella invitada en la serie de CBS basada en la película Training Day, protagonizada por Bill Paxton. Interpreta a Kelly Price. También aparece como invitada en la serie Baby Daddy, de Freeform, como el personaje de Adrienne. Además, fue estrella invitada en Stuck in the Middle, de Disney. Más recientemente, en la serie de Hulu aclamada por la crítica, Casual.

## Filmografía
- Days of our Lives (1992)
- Hangin' with Mr. Cooper (1993)
- Younger and Younger (1993)
- The Sinbad Show (1993)
- Me and the Boys (1994)
- Happily Ever After: Fairy Tales for Every Child (1995)
- Sweet Justice (1995)
- The Fresh Prince of Bel-Air (1996)
- Sister, Sister (1996)
- Cybill (1997)
- Star Trek: Deep Space Nine (1997)
- Cry Baby Lane [película para TV] (2000)
- Leena Takes Back Her Time (2000)
- Do Over (2002)
- Degrassi: The Next Generation (2002–2003)
- Lizzie McGuire (2001–2003)
- Triple Play [película para TV] (2004)
- The Tracy Morgan Show (2004)
- Raise Your Voice (2004)
- Quintuplets (2004)
- Twisted Fortune (2007) .... Zoe
- Nick Cannon Presents: Short Circuitz (2007)
- American High School (2008)
- As the World Turns (2008–2009)
- 90210 (2010)
- Teenage Bank Heist [película para TV] (2012)
- Revenge (2012)
- Drama Queen [cortometraje] (2012)
- CollegeHumor Originals (2013)
- Locked In [cortometraje] (2014)
- Any Tom, Dick, or Harry [película para TV, también como prod. ejec.] (2015)
- This Path [cortometraje] (2016)
- Dream Girl [cortometraje] (2016)
- Barrio Tales 2 (2016)
- Foursome (2016-2017)
- Stuck in the Middle (2017)
- Baby Daddy (2017)
- Training Day (2017)
- Casual (2017)
- That's the Gag (2017)
- Warm Human Magic [cortometraje] (2018)
- My Daughter's Ransom [película para TV] (2019)
- Kill the Boyfriend [cortometraje] (2019)